# Локомотив

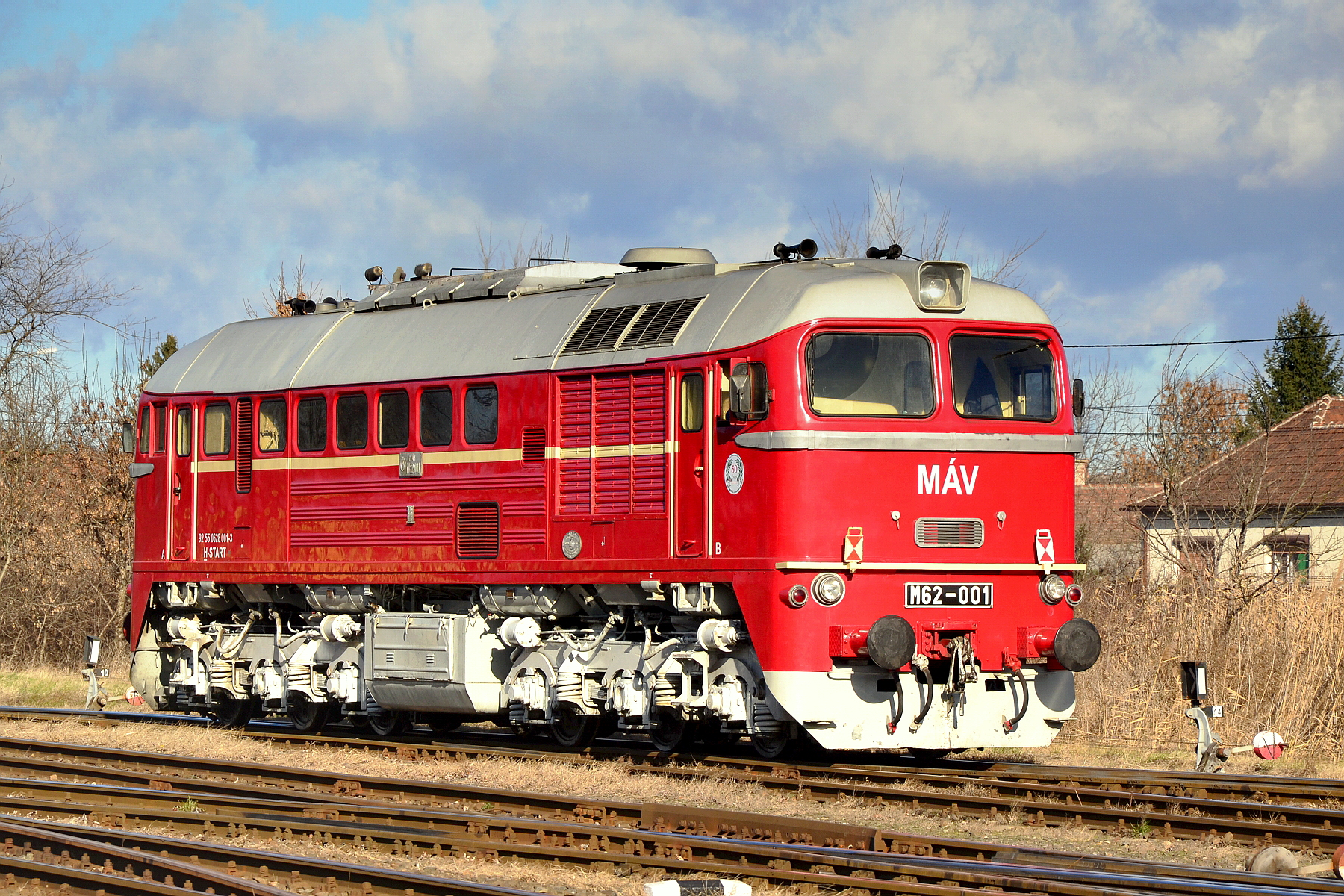
Тепловоз М62 виробництва Луганського тепловозобудівного заводу

Локомоти́в, заст. локомоти́ва (фр. locomotive від лат. loco «з місця» (аблатив locus «місце») + motivus, «урухомник») — тягова машина для пересування потягів рейками.

## Історія
У 1804 році Річард Тревітік побудував перший паровий двигун для пересування рейками. Конструкція локомотива не зазнавала серйозних змін до винаходу Джорджа Стефенсона, що побудував свою «Ракету» 1829, у якої був котел з трубами і топка, які є основними елементами всіх наступних паровозів. Сучасні локомотиви є дизельними та електричними: у дизельних використовується потужний дизельний двигун, а електричні оснащені електроприводом, що живиться від контактної мережі (електричного кабелю або третьої рейки, прокладеної вздовж двох звичайних).

## Типи локомотивів
Локомотиви розрізняються за типами двигунів, що використовуються для руху. Локомотиви можуть бути автономними та неавтономними. Автономні локомотиви мають первинний двигун, який перетворює енергію запасного палива на механічну роботу. Неавтономні локомотиви отримують енергію для роботи від зовнішнього джерела — електричної контактної мережі.
- Паровоз — використовує парову машину для руху. Використовуються в наш час для керування екскурсійних ретро-поїздів
- Тепловоз (дизель-поїзд, мотриса) — використовує дизельний двигун, що рухає локомотив електричною або гідравлічною передачею. Найбільш розповсюджений у світі.
- Електровоз (електропоїзд) — використовує електродвигуни. Єдиний найпоширеніший тип локомотива для електрифікованих залізниць у всьому світі.
- Газотурбовоз — використовує газову турбіну, що рухає локомотив електропередачею. За конструкцією схожий з тепловозом.
- Гібридний локомотив — локомотив, що має не менше двох різних джерел енергії. Такими є: електротепловоз, електропаровоз (за наявності топки поряд з електронагрівачем), теплопаровоз, теплогазотурбовоз.

Також локомотиви розрізняються за типом роботи:
- Магістральні
- Вантажні
- Пасажирські
- Маневрові

Пасажирські локомотиви відзначаються більш високими динамічними характеристиками, що дає їм змогу рухатися з більшою швидкістю. Вантажні локомотиви мають вищу силу тяги, яка дозволяє перевозити вантажі більшої маси. Маневрові локомотиви мають таку ж силу тяги, як і вантажні, при меншій потужності, можуть проходи криві малого радіусу.

## Локомотивні заводи в Україні

### Локомотивобудівні заводи
- Дніпропетровське науково-виробниче об'єднання електровозобудування НВО «ДЕВЗ»
- Луганський тепловозобудівний завод
- Харківський завод важкого машинобудування — (будував паровози та тепловози до 1968)

### Локомотиворемонтні заводи
Україна:
- Дніпропетровський тепловозоремонтний завод
- Запорізький електровозоремонтний завод
- Львівський локомотиворемонтний завод
- Криворізький локомотиворемонтний завод
- Полтавський тепловозоремонтний завод
- Івано-Франківський локомотиворемонтний завод
- Гайворонський тепловозоремонтний завод
- Ізюмський тепловозоремонтний завод

Росія:
- Воронезький тепловозоремонтний завод
- Оренбурзький локомотиворемонтний завод
- Астраханський тепловозоремонтний завод
- Уссурійський локомотиворемонтний завод
- Мічуринський тепловозоремонтний завод
- Ярославський локомотиворемонтний завод
- Новосибірський локомотиворемонтний завод